# Le Téléfon
Singles de Nino Ferrer
Je veux être noir
(1966) Mao et Moa
(1967)
Le Téléfon est une chanson écrite, composée et interprétée par Nino Ferrer, qui l'enregistre en 1967. 
Paru en single 45 tours, Le Téléfon rencontre un succès dans les hit-parades en France, où il atteint la 7e place. Il s'écoule à plus de 100 000 exemplaires en France.
Cette chanson a été écrite à Megève en Haute-Savoie. Nino Ferrer venait y passer ces vacances et allait dans un bar dans lequel travaillait Solema et ce fameux Gaston qui était souvent dans sa cave. Quand le téléphone sonnait, sa femme Solema avait pour habitude de dire "Gaston y a le téléphon qui son" d'où le refrain de la chanson.[réf. nécessaire]

## Titres
45 tours Riviera 231 257
- Face A

1. Le Téléfon (2:47)
2. Je cherche une petite fille (3:06)

- Face B

1. Madame Robert (3:00)
2. Le Millionnaire (2:57)

45 tours Riviera CED 121126
- Face A

1. Le Téléfon (2:47)

- Face B

1. Je cherche une petite fille (3:06)